# Llibre de Kells
El Llibre de Kells (irlandès: Leabhar Cheanannais; anglès: Book of Kells), també conegut com a Gran Evangeliari de sant Columba, és un manuscrit il·lustrat amb motius ornamentals, elaborat per monjos cèltics cap a l'any 800 a l'abadia d'Iona, a Irlanda, i guardat a l'abadia de Kells, d'on li prové el seu nom més estès, entre circa el 1006 i el 1654, que va ser traslladat a la Biblioteca del Trinity College, a Dublín.
És considerat com la peça principal del cristianisme cèltic i de l'art irlandès-saxó; constitueix, malgrat estar inconclús, un dels més sumptuosos manuscrits il·luminats que han sobreviscut de l'edat mitjana. A causa de la seva gran bellesa i de l'excel·lent tècnica del seu acabat, aquest manuscrit és considerat per molts especialistes com un dels més importants vestigis de l'art religiós medieval. Escrit en llatí, el Llibre de Kells conté els quatre Evangelis del Nou Testament, a més de notes preliminars i explicatives, i nombroses il·lustracions i miniatures acolorides.
El manuscrit està exposat permanentment a la Biblioteca del Trinity College de Dublín, sota la referència MS 58. Dels quatre volums, dos es troben exposats dins una vitrina tancada amb atmosfera i il·luminació controlada, dins la qual una màquina assegura el desplaçament a la següent pàgina. Un dels llibres mostra una pàgina de text i un altre una pàgina il·lustrada, amb la qual cosa s'aconsegueix que totes les parts rebin una correcta ventilació. L'exposició rep més de 500.000 visitants anuals.
El Llibre de Kells va ser presentat per Irlanda a la UNESCO l'any 2010 per a la seva inclusió al Programa Memòria del Món de la UNESCO, que fou aprovada l'any 2011.

## Història

### Orígens

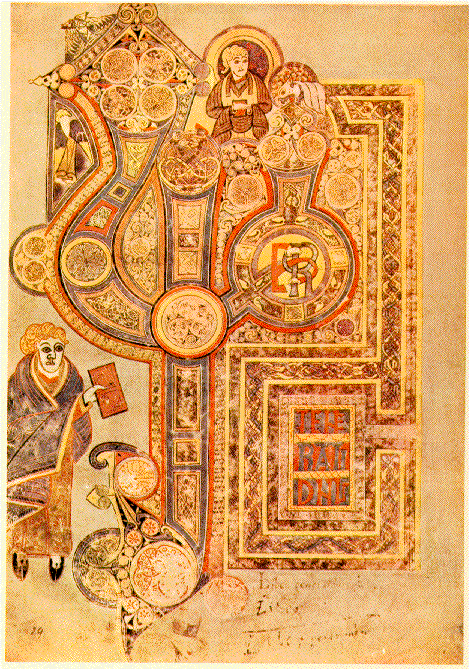
El foli 29 conté l'íncipit de l'Evangeli de Mateu, anomenat Liber generationis.

El 31 de desembre de 406, un nombre de tribus sense precedents es va aprofitar de la congelació del Rin i la retirada de les tropes romanes per lluitar a Itàlia per travessar el riu en massa: vàndals, sueus, alans i burgundis es van estendre creuant el riu i van trobar poca resistència en el saqueig de Mogoncíacum i el saqueig de Treviris, envaint completament la Gàl·lia. Abans de la retirada de les tropes romanes el 407, la milícia germànica havia estat estacionada a Gran Bretanya com a foederati, i amb la sortida de l'exèrcit romà, els britànics van reclutar els anglosaxons per defensar Gran Bretanya, però es van rebel·lar contra els seus hosts britànics el 442. Els nouvinguts finalment van conquerir Anglaterra, i la seva religió, el paganisme anglosaxó, va esdevenir dominant. Els britons de Gal·les i Cornualla, però, van continuar practicant el cristianisme. L'aïllament de les Illes Britàniques va afavorir l'aparició de pràctiques religioses diferenciades, sobretot a Irlanda, des d'on es van passar posteriorment a Gran Bretanya, gràcies a la feina de missioners com Columba d'Iona i d'Aidan, entre d'altres.
El Llibre de Kells és el més il·lustre representant d'un grup de manuscrits d'entre finals del segle vi i principis del ix, a monestirs d'Irlanda, Escòcia i el nord d'Anglaterra que presenten similituds des del punt de vista de l'estil artístic, de l'escriptura i de les tradicions escrites, i això ha permès reagrupar-los a la mateixa família. Es compta entre ells el Cathach de sant Columba, l'Ambrosiana Orosius o el Llibre de Durrow, pertanyents tots al segle vii. A començaments del segle viii es realitzen els Evangelis de Durham, els Evangelis d'Echternach, els Evangelis de Lindisfarne i els Evangelis de Lichfield. L'estil plenament aconseguit de les coloracions situa el Llibre de Kells entre les obres més tardanes d'aquesta sèrie, cap a finals del segle viii o principis del ix, o sigui a la mateixa època que el Llibre d'Armagh. L'obra respecta la majoria de les normes iconogràfiques i estilístiques presents en aquests escrits més antics: per exemple, la forma de les lletres decorades que inicien cadascun dels quatre Evangelis és sorprenentment regular entre tots els manuscrits de les Illes Britàniques composts en aquesta època, com proven les introductòries a l'Evangeli de Mateu als Evangelis de Lindisfarne.

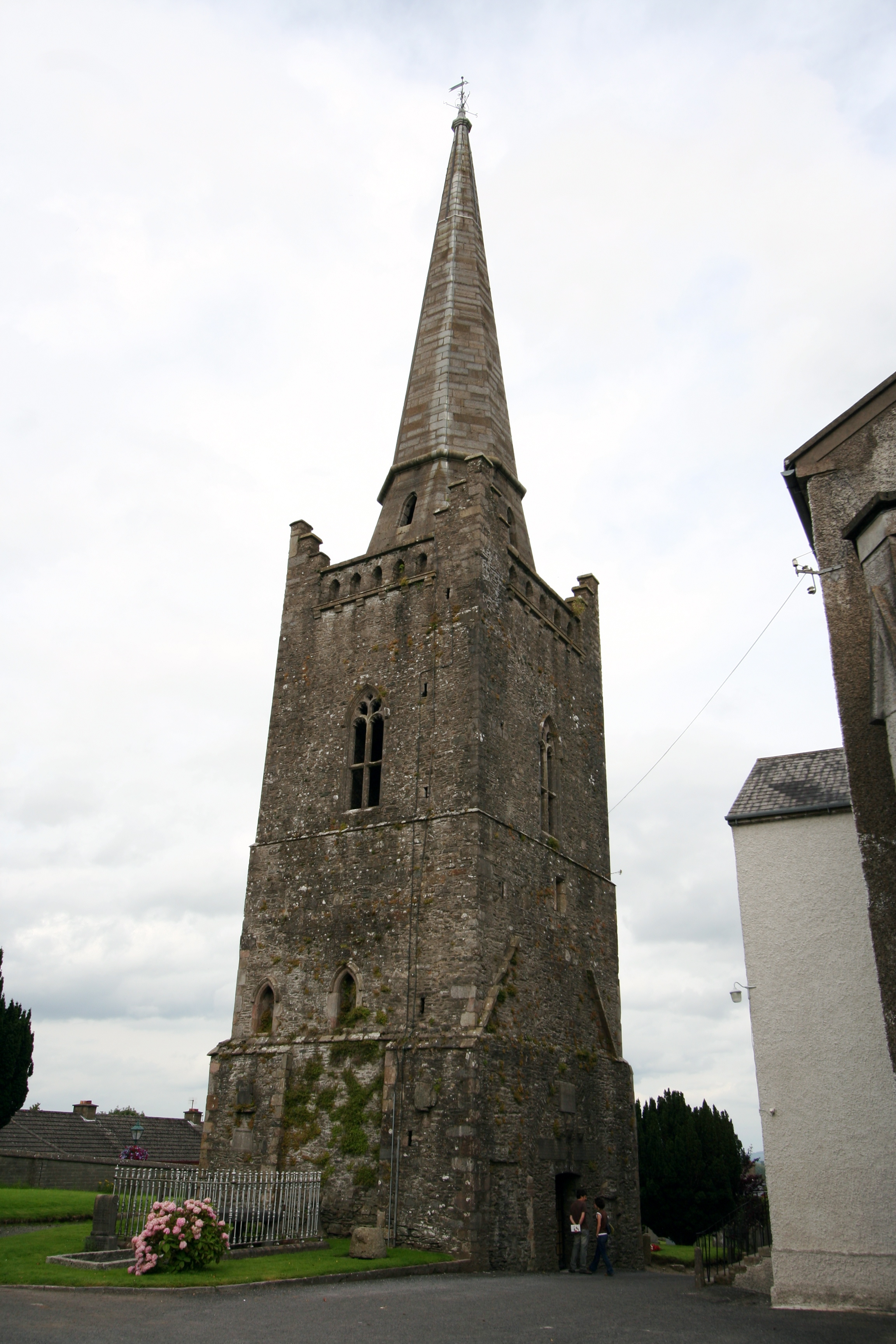
Abadia de Kells.

El nom del Llibre procedeix de l'abadia de Kells, situada en el comtat de Meath, a Irlanda. L'abadia, on es va conservar el manuscrit durant un llarg període de l'edat mitjana, va ser fundada a començaments del segle ix, a l'època de les vikingues. Els monjos procedien de l'abadia d'Iona, establiment d'una illa de les Hèbrides situada enfront de la costa oest d'Escòcia. Iona tenia una de les comunitats monàstiques més importants de la regió des que sant Columba, el gran evangelitzador d'Escòcia, l'hagués designada el seu principal centre d'irradiació al segle vi. L'abadia d'Iona va ser atacada per primera vegada pels incursors víkings l'any 795, i els atacs posteriors van tenir lloc els anys 802, 806 i 825. Durant l'atac víking de 806, 68 monjos van ser massacrats a Martyrs' Bay, i això va fer que molts dels monjos colombians es traslladessin a la nova abadia colombiana de Kells a Irlanda.
La determinació exacta del lloc i de la data de realització del manuscrit s'ha prestat a multitud de debats. Segons la tradició, el llibre hauria estat redactat a l'època de sant Colomba, potser també per ell en persona. Tanmateix, estudis paleogràfics han demostrat la falsedat d'aquesta hipòtesi, atès que l'estil cal·ligràfic usat al Llibre de Kells es va desenvolupar amb posterioritat a la mort de Colomba.

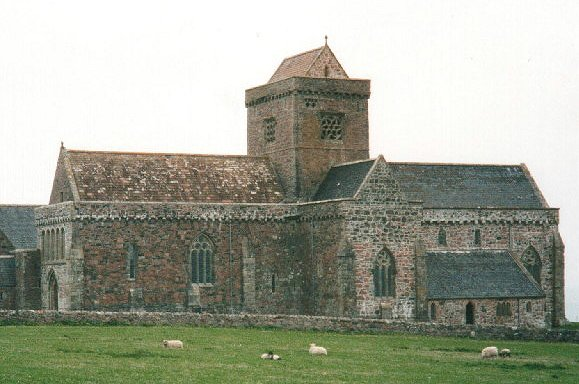
Abadia d'Iona

Hi ha almenys cinc teories diferents sobre l'origen geogràfic del manuscrit. En primer lloc, el llibre podria haver estat escrit a Iona i traslladat urgentment a Kells, el que explicaria que mai hagués estat acabat. Al contrari, la seva redacció podria haver-se iniciat a Iona abans d'ésser continuada a Kells, on hauria estat interrompuda per alguna raó desconeguda. Altres investigadors aventuren que el manuscrit bé podria haver estat completament escrit al scriptorium de Kells. Una quarta hipòtesi situa la creació original de l'obra al nord d'Anglaterra, possiblement a Lindisfarne, abans del seu trasllat a Iona i després a Kells. El Llibre de Kells, finalment, podria haver estat la realització d'un monestir indeterminat a Escòcia. Encara que aquesta qüestió probablement no arribi a resoldre's mai de manera satisfactòria, la segona teoria basada en el doble origen de Kells i Iona és en general la més acceptada. D'altra banda, més enllà de determinar la hipòtesi correcta, està fermament establert que el Llibre de Kells va ser realitzat per monjos pertanyents a una de les comunitats de sant Colomba que mantenia estretes relacions amb l'abadia d'Iona.

### Època medieval
Fos quin fos el lloc en el qual va ser redactat, els historiadors estan completament segurs de la presència del Llibre de Kells a l'abadia del mateix nom, com a mínim a partir del segle xii, o també a començaments de l'xi. Un passatge dels Annals d'Ulster, cap a l'any 1006, informa en efecte que: «el gran Evangeli de Columcille [és a dir Colomba], principal relíquia del món occidental, va ser sostret subreptíciament en plena nit d'una sagristia de la gran església de pedra de Cenannas [és a dir Kells] a causa del seu preciós estoig». El manuscrit va ser trobat mesos més tard «sota un munt de terra», sense la seva cobertura decorada amb or i pedres precioses. Si s'assumeix, com està generalment acceptat, que el manuscrit en qüestió és el Llibre de Kells, es tracta aleshores de la primera data en què pot situar-se amb certesa l'obra a Kells. L'arrencada violenta de la cobertura explicaria, a més a més, la pèrdua d'alguns fulls del principi i el final de l'obra.

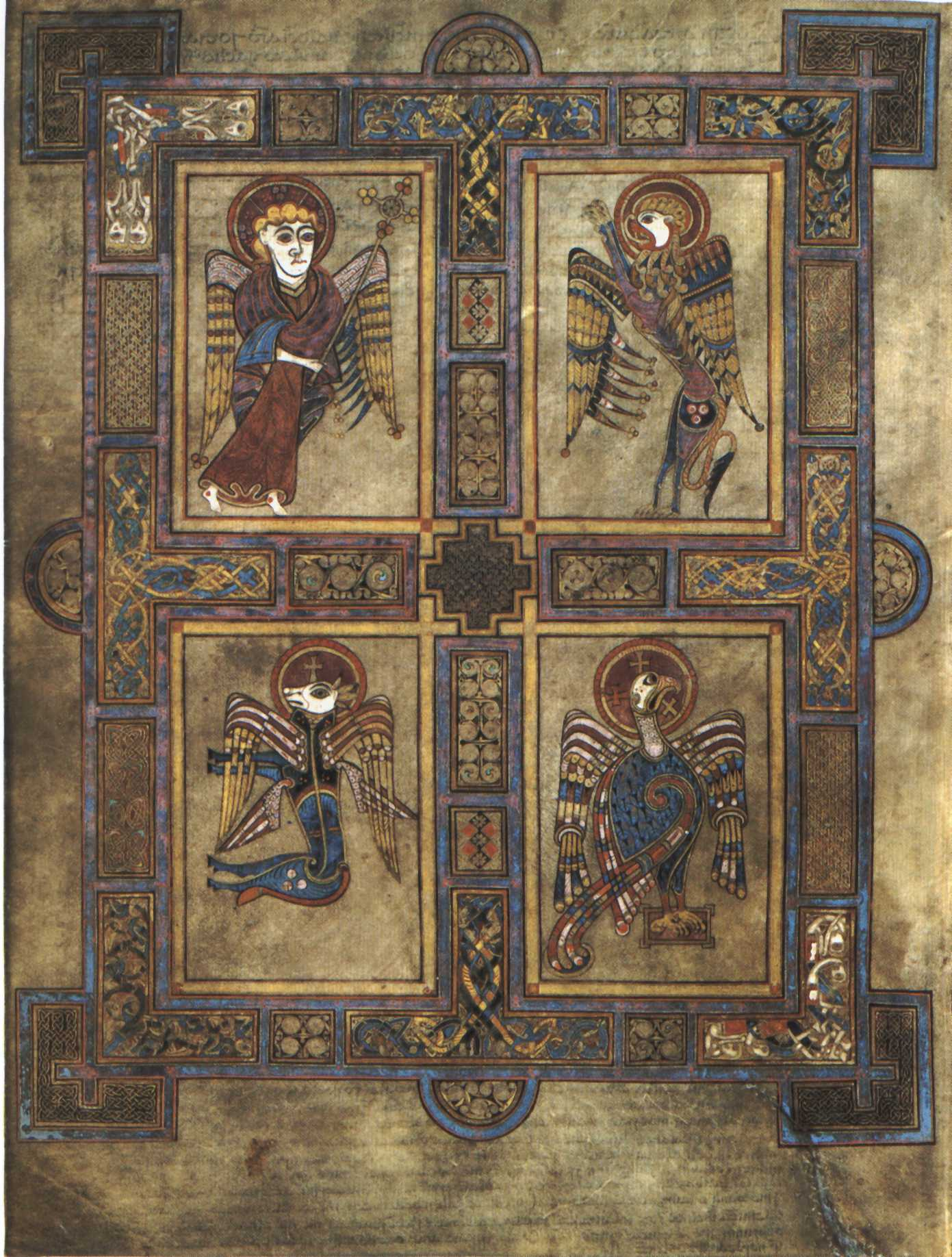
El foli 27 mostra els quatre símbols evangèlics.

Al segle xii, es van copiar uns certs documents que fan referència a terres propietat de l'abadia de Kells sobre alguns fulls en blanc del Llibre de Kells, el que proporciona una nova confirmació de la presència de l'obra en aquest establiment monàstic. A causa de l'escassetat de paper a l'edat mitjana, la còpia de documents en obres tan importants com el Llibre de Kells era una pràctica habitual.

#### Llibre de Kildare
Un escriptor del segle xii, Giraldus Cambrensis (Gerard de Gal·les), descriu en un cèlebre passatge de la seva Topographia Hibernica un gran llibre evangèlic que hauria vist i admirat al comtat de Kildare, a la vora de Kells, i que se suposa seria el Llibre de Kells. La descripció, en qualsevol cas, sembla concordar:
| « | Aquest llibre conté l'harmonia dels quatre evangelistes cercada per Jeroni, amb diferents il·lustracions quasi a cada pàgina que es distingeixen per variats colors. Aquí podeu veure el rostre de majestat, divinament dibuixat, aquí els símbols místics dels evangelistes, cadascun amb les seves ales, de vegades sis, de vegades quatre, de vegades dos; aquí l'àguila, allà el bou, allà l'home i dellà el lleó, i d'altres formes quasi infinites. Observeu-les superficialment amb una mirada ordinària, i pensareu que no són més que esbossos, i no un treball primmirat. La més gran habilitat està tota ella al voltant vostre, però podríeu no percebre-la. Mireu amb més atenció i penetrareu en el cor mateix de l'art. Discernireu complexitats tan delicades i subtils, tan plenes de nusos i de vincles, amb colors tan frescs i vivaços, que podríeu deduir que tot això és obra d'un àngel, i no d'un home. | » |

Ja que Gerard informa haver vist aquest llibre a Kildare, podria ser que es tractés d'una altra obra de qualitat igual, però avui perduda. Més probablement, Gerard podria simplement haver confós Kells i Kildare.
L'abadia de Kells va ser dissolta després de les reformes eclesiàstiques del segle xii. L'església de l'abadia va ser transformada aleshores en església parroquial, encara que va conservar el Llibre de Kells.

### Època moderna
El llibre va romandre a Kells fins a 1654. En aquest any, la cavalleria d'Oliver Cromwell va establir una guarnició a l'església local, i el governador de la vila va enviar el manuscrit a Dublín per a més seguretat. El llibre va ser presentat als universitaris del Trinity College el 1661 per un cert Henry Jones, qui es convertiria en bisbe de Meath sota el regnat de Carles II. Llevat de comptades ocasions com a exposicions temporals, el Llibre de Kells mai més ha abandonat el Trinity College. Des del segle xix és objecte d'una exposició permanent i oberta al públic a la Vella Biblioteca (Old Library) de la universitat.
Durant el segle xvi es van afegir als marges de les pàgines en xifres romanes els nombres de capítol dels Evangelis, establerts oficialment en el segle xiii per l'Arquebisbe de Canterbury, Stephen Langton. L'any 1621, els fulls van ser numerats pel bisbe de Meath, James Ussher. El 1849, la reina Victòria i el príncep Albert van ser invitats a signar el llibre; de fet van signar sobre un full afegit posteriorment, i que es creia autèntic. Aquest full va ser retirat quan es va enquadernar de nou el llibre el 1953.
El manuscrit ha estat reenquadernat diverses vegades al llarg dels segles. En una d'aquestes ocasions, al segle xviii, les pàgines van ser mutilades sense consideració, comportant la pèrdua d'una petita part de les il·lustracions. Es va realitzar una nova enquadernació l'any 1895, però es va deteriorar molt ràpidament. Sobre el final dels anys 1920, es conservaven separades del manuscrit diversos fulls. Finalment, el 1953, l'obra va ser enquadernada de nou en quatre volums per Roger Powell, qui es va ocupar també d'aplanar amb delicadesa algunes pàgines que s'havien deformat.
L'any 2000 el volum que conté l'Evangeli segons Marc va ser enviat a Canberra, per a una exposició dedicada als manuscrits il·luminats. Era la quarta vegada que el Llibre de Kells viatjava a l'estranger per ser exposat. Desgraciadament, durant el viatge, el volum va patir «desperfectes menors» en la seva pigmentació. Se suposa que les vibracions produïdes pels motors de l'avió en podrien haver estat la causa.

## Disseny
El Llibre de Kells conté els quatre evangelis constitutius del cristianisme, precedits de pròlegs, resums i transicions entre uns certs passatges. Està redactat en majúscules amb un estil tipogràfic típicament insular, amb tinta negra, vermella, malva o groga. El manuscrit consta actualment de 340 fulls en pergamí, anomenats folis. La majoria d'aquests folis eren de fet parts dels fulls més grans, els «bifolis», que es van plegar en dos, per formar dos folis. Alguns d'aquests «bifolis» estan agrupats i cosits, per obtenir els «quaderns». Pot succeir que un foli no formi part d'un «bifoli» i sigui un simple full inserit en un «quadern».
S'estima que s'han perdut una trentena de pàgines: des de 1621, l'examen de l'obra que va realitzar James Ussher només comptabilitzava 344 pàgines. Els fulls existents estan agrupats en trenta-vuit quaderns, cadascun d'ells conté de quatre a dotze fulls —és a dir, de dos a sis «bifolis»—; el més habitual és trobar quaderns de deu fulls. Les pàgines més decorades es corresponen sovint amb fulls solts. D'altra banda, sembla que s'havien traçat línies sobre els folis, de vegades pels dos costats, per facilitar el treball d'escriptura dels monjos: els orificis d'agulla i els traços poden apreciar-se encara en uns certs llocs. El pergamí és de gran qualitat, encara que està treballat de manera desigual: alguns fulls tenen un gruix semblant al del cuir, mentre que d'altres són d'una primesa quasi translúcida. El manuscrit té 33 cm de llarg per 25 cm d'amplada, essent aquesta una mida estàndard, encara que aquestes dimensions no es van assolir fins al segle xviii, època en la qual es van retallar una mica els fulls. La zona de text cobreix aproximadament 25 cm de llarg per 17 d'amplada, i cada pàgina de text conté entre setze i divuit línies. Tanmateix, el llibre sembla inconclús, en la mida en la qual algunes il·lustracions semblen simples esbossos.

### Contingut
En el seu estat actual, el llibre ofereix, després d'alguns escrits introductoris, el text integral dels Evangelis segons Mateu, Marc i Lluc. Pel que fa a l'Evangeli segons Joan, està reproduït fins al versicle 17:13. La resta d'aquest Evangeli, així com una part d'escrits preliminars, són impossibles de trobar; probablement es van perdre a causa del robatori del manuscrit succeït al segle ix. El que queda dels escrits preliminars consta de dos fragments de llistes de noms hebreus continguts als Evangelis, les Breves causae i els Argumenta dels quatre Evangelis, i finalment les taules canòniques d'Eusebi de Cesarea. És força probable, com en el cas dels Evangelis de Lindisfarne o del Llibre de Durrow, que una part dels texts perduts inclogués la carta de sant Jeroni al papa Damas I, anomenada Novum opus, en la qual Jeroni justificava la traducció de la Bíblia al llatí. Pot suposar-se també, encara que amb molta més cautela, que els textos contenien la carta d'Eusebi anomenada Plures fuisse, on el teòleg ensenya l'ús correcte de les taules canòniques.

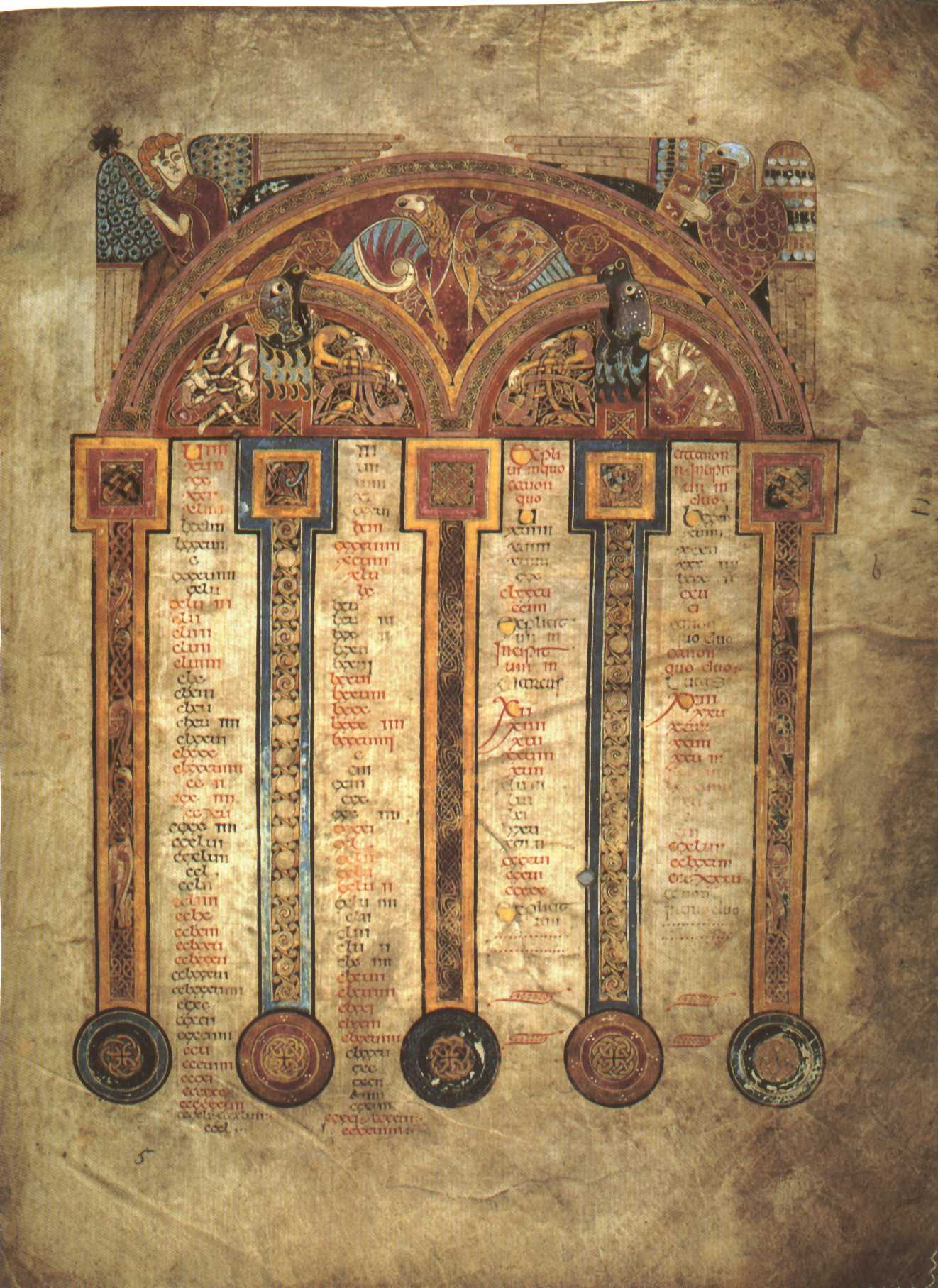
El foli 5è és una de les pàgines dedicades a les taules canòniques d'Eusebi de Cesarea.

Es compta aleshores amb dos fragments de llistes contenint noms hebreus: un es troba a l'anvers del primer foli, i l'altre, al foli 26, està de moment al final dels textos d'introducció a l'Evangeli de Joan. El primer fragment conté el final de la llista destinada a l'Evangeli segons Mateu, tenint en compte que el principi de la llista havia d'ocupar d'altres dos fulls, avui perduts. El segon fragment mostra la quarta part de la llista per a l'Evangeli de Lluc; segurament les tres quartes parts restants havien d'ocupar uns altres tres fulls. L'estructura del quadern en qüestió fa altament improbable la idea que puguin faltar tres fulls entre els folis 26 i 27, el que indueix a pensar que el segon fragment no és al seu lloc original. No queda cap rastre de les llistes dels Evangelis de Marc i Joan.
Al primer fragment de la llista el segueixen les taules canòniques d'Eusebi de Cesarea. Aquestes taules, anteriors a la traducció de la Bíblia en llengua llatina (la Vulgata), es van crear per comparar i creuar els quatre Evangelis. Eusebi va procedir a la divisió dels Evangelis en capítols i va crear les taules, que havien de permetre al lector situar un episodi donat de la vida de Crist a cadascun dels quatre textos. Es va estendre el costum d'incloure les taules canòniques als textos preliminars de la majoria de les còpies medievals de la Vulgata. Tanmateix, les taules del Llibre de Kells es revelen inútils atès que l'amanuense les va condensar fins al punt de fer-ne un embolic confús.

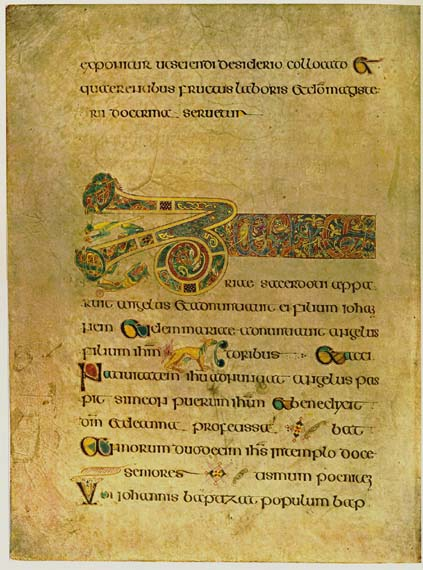
El foli 19 mostra l'inici de les Breves causae de l'Evangeli segons Lluc.

 Els números dels capítols mai no es van consignar als marges del text, fent-se així impossible trobar les seccions a les quals les taules es refereixen. Els motius d'aquest oblit romanen foscs: pot ser que els monjos haguessin decidit no inserir els números fins que les il·lustracions estiguessin acabades, amb la qual cosa la no finalització del manuscrit en va tenir com a conseqüència ajornar sine die aquesta operació. L'omissió bé podria haver estat deliberada, a fi de no alterar la bellesa de l'obra.
Les Breves causae i els Argumenta pertanyen a una tradició escrita a mà anterior a la Vulgata. Les Breves causae són, de fet, resums d'antigues traduccions dels Evangelis en llatí, i es divideixen en capítols numerats. Aquesta numeració, com en el cas de les taules canòniques, no s'usa al cos del manuscrit. Es tracta aquesta vegada d'una elecció molt comprensible, en la mesura en la qual els números dels capítols, corresponents a velles traduccions, haguessin estat difícils d'harmonitzar amb el text de la Vulgata. Pel que fa als Argumenta, són col·leccions de llegendes dedicades als quatre Evangelistes. El conjunt d'aquests escrits està disposat en un ordre estrany: en primer lloc es troben les Breves causae i els Argumenta sobre Mateu, seguits dels de Marc. Arriben aleshores, de manera força inesperada, els Argumenta de Lluc i Joan, seguits a continuació de les Breves causae d'aquests dos apòstols. Aquest inhabitual ordre és el mateix que l'adoptat al Llibre de Durrow.
En altres manuscrits insulars, com els Evangelis de Lindisfarne, el Llibre d'Armagh o els Evangelis d'Echternach, cada Evangeli es tracta separadament i es precedeix de tots els seus escrits introductoris. Aquesta repetició fidel de l'esquema del Llibre de Durrow ha portat l'investigador T. K. Abbot a concloure que l'amanuense de Kells havia de tenir entre les mans el manuscrit en qüestió, o almenys un esquema comú.

### Text i escriptura

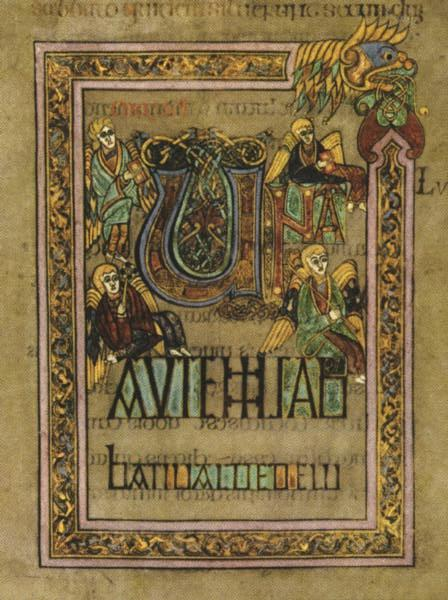
El foli 285è, anomenat Una autem sabbati valde, fou redactat per un amanuense anomenat «Mà A».

El Llibre de Kells conté el text dels quatre Evangelis en llatí segons la Vulgata, sense ser una còpia exacta d'aquesta última: hi ha nombroses variants respecte a la Vulgata, principalment quan s'usen traduccions llatines més antigues en lloc del text de sant Jeroni. Aquestes variants es troben sistemàticament a tots els manuscrits medievals de Gran Bretanya, i presenten diferències d'una obra a una altra. En efecte, els monjos, a falta de disposar d'un exemplar preexistent, sens dubte havien de treballar de memòria.
El manuscrit està escrit en lletres majúscules, excepte algunes minúscules, majoritàriament les c o les s. La universitària nord-americana Francoise Henry ha identificat com a mínim tres amanuenses que van contribuir a l'obra, i els ha anomenat «Mà A», «Mà B» i «Mà C».
- La Mà A hauria realitzat principalment els folis 1 a 19è i 276è a 289è, abans de reprendre el seu treball des del foli 307è fins al final del manuscrit. L'amanuense Mà A utilitza sovint una tinta de color marró força habitual a Europa, i escriu entre divuit i dinou línies per pàgina.[29]
- La Mà B es reconeix des del foli 19è al 26è i del 124è fins al 128è; té més tendència a utilitzar lletres minúscules, prefereix una tinta vermella, malva o negra i escriu un nombre més variable de línies a cada pàgina.[29]
- A la Mà C, finalment, se li atribueix la resta del manuscrit i ha contribuït a l'obra d'una manera dispersa: té tendència a usar més minúscules que la Mà A; tanmateix usa la mateixa tinta marró i escriu gairebé sempre disset línies per pàgina.[29]

#### Errades

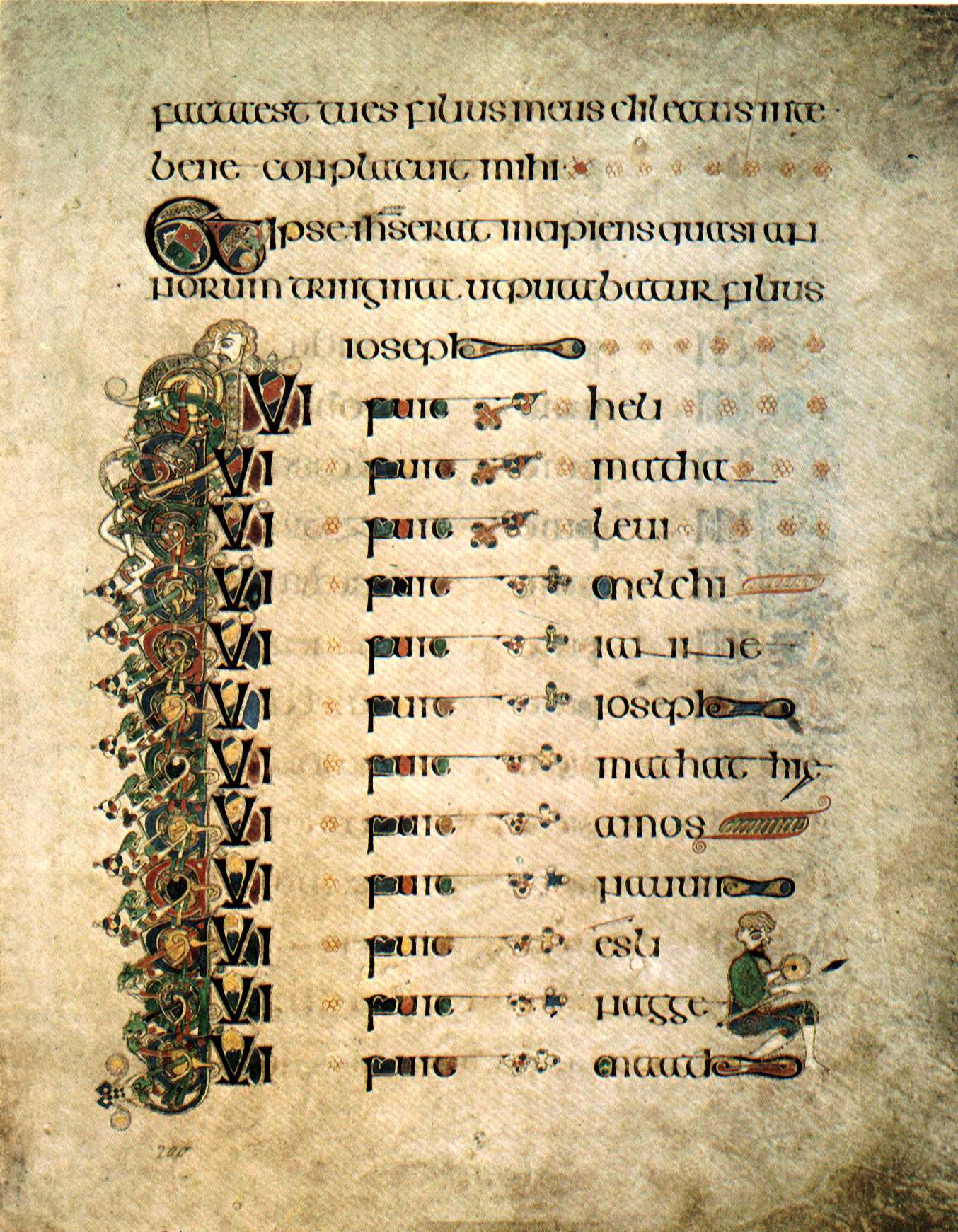
La genealogia de Jesús a l'evangeli segons Lluc.

Existeixen diverses diferències entre el text del Llibre de Kells i el normalment acceptat pels Evangelis, per exemple: 
- A la genealogia de Jesús, que comença a Lluc 3, 23, Kells anomena erròniament un avantpassat addicional.[32]
- A Mateu 10, 34b, hauria de posar non veni pacem mittere, sed gladium («no he vingut a portar la pau, sinó l'espasa»). En lloc de gladium que significa «espasa», al manuscrit de Kells s'ha escrit gaudium que significa «alegria»; així, la traducció queda «no he vingut a portar la pau, sinó l'alegria». Probable distracció del copista.[33]

### Decoració
El manuscrit conté pàgines completament plenes de motius ornamentals d'una complexitat extraordinària, així com petites il·lustracions que acompanyen les pàgines de text. Utilitza una rica paleta de colors, amb malva, vermell, rosa, verd o groc, entre els més usats. A títol comparatiu, les il·lustracions del Llibre de Durrow estan només realitzades amb quatre colors. De forma completament sorprenent, i malgrat el prestigi amb el qual els monjos han volgut envoltar l'obra, no van utilitzar pa d'or o plata per adornar el manuscrit. Els pigments necessaris per a les il·lustracions van ser importats de tots els racons d'Europa, i van ser objecte de profunds estudis: el negre es va obtenir de les espelmes, el vermell brillant del realgar, el groc de l'orpiment i el verd maragda de la malaquita polvoritzada. El costós lapislàtzuli, de coloració blava, procedeix de la regió de l'Afganistan.
Les miniatures són més riques i nombroses que a qualsevol altre manuscrit bíblic de Gran Bretanya. Conté deu pàgines plenes de miniatures que han sobreviscut a la prova del temps, a més a més de dos retrats d'evangelistes, tres representacions dels quatre símbols dels evangelistes (Tetramorf), una pàgina de motius que recorden un tapís, una miniatura de la Verge i el Nen, una altra miniatura de Crist en el tron i finalment dues últimes miniatures consagrades a la detenció i a la temptació de Jesús. D'altra banda, existeixen tretze pàgines repletes de miniatures acompanyades en aquesta ocasió per un breu text: en particular, és el cas de l'inici de cada Evangeli. Vuit de les deu pàgines dedicades a les taules canòniques d'Eusebi de Cesarea estan també ricament il·lustrades. A més a més de totes aquestes pàgines, es comptabilitza en el conjunt de l'obra un gran nombre de decoracions més petites o d'inicials il·luminades.

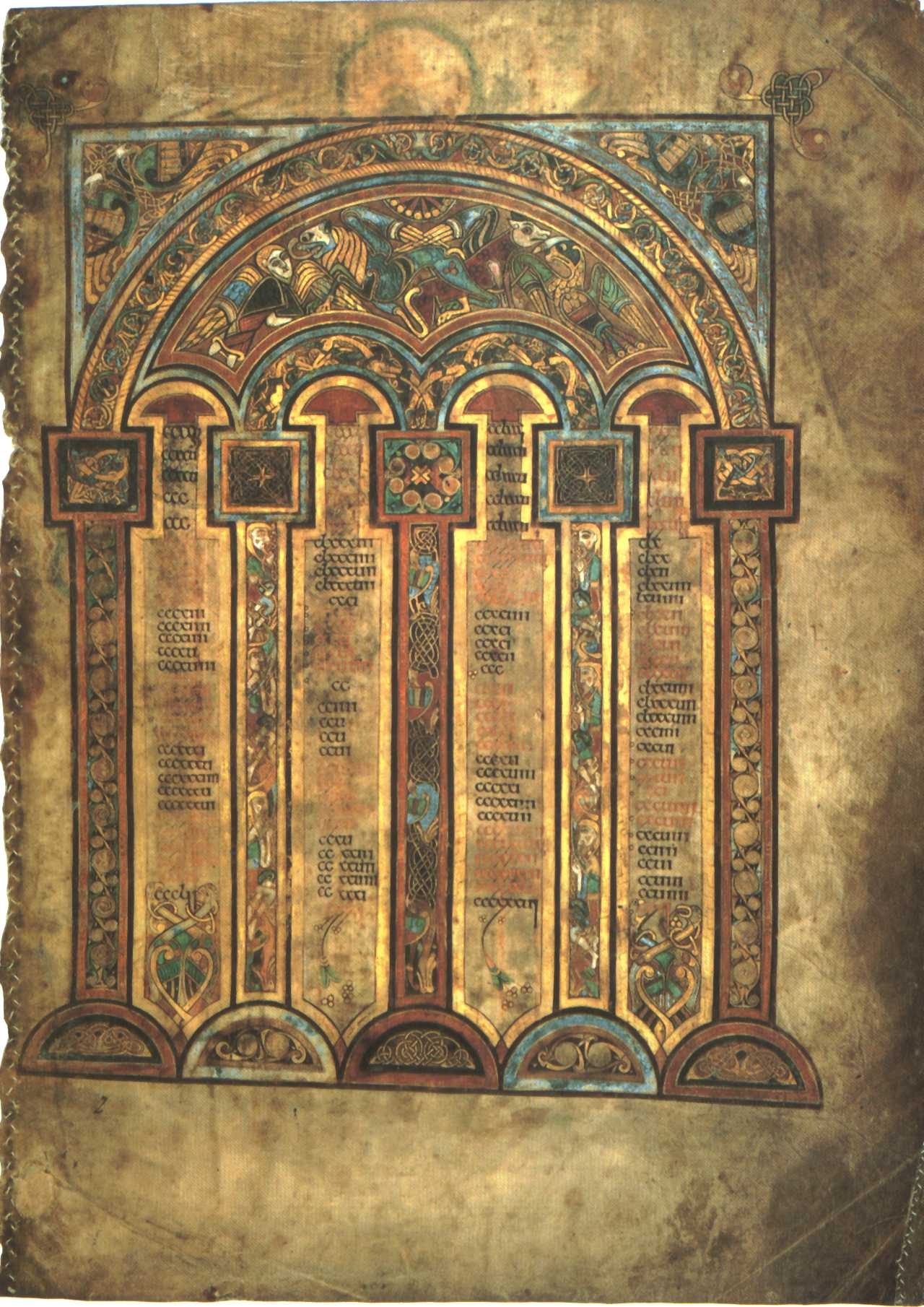
El foli 2 mostra una de les taules canòniques d'Eusebi de Cesarea.

L'escrit a mà, en el seu estat actual, comença amb un fragment de la llista de noms hebreus, que ocupa la primera columna de l'anvers del foli 1. L'altra columna d'aquest foli està ocupada per una miniatura dels quatre símbols dels evangelistes, avui lleugerament esborrada. La miniatura està orientada de tal manera que el llibre ha de girar-se 90 graus per examinar-la. El tema dels quatre símbols dels evangelistes està present de l'inici a la fi de l'obra: gairebé sempre sels representa junts, amb l'objectiu de subratllar i afirmar la unitat del missatge dels quatre evangelis.
La unitat dels Evangelis es veu reforçada per la decoració de les taules canòniques d'Eusebi de Cesarea. Aquestes taules van ser concebudes per establir la unitat dels quatre textos, permetent al lector identificar els passatges equivalents a cada Evangeli, i normalment ocupen dotze pàgines. Els copistes del Llibre de Kells ja havien reservat dotze pàgines per a elles (folis 1r a 7è) però, per motius desconeguts, a l'últim, van condensar les taules en deu pàgines solament, deixant així dues pàgines en blanc (els folis 6è i 7è). Aquest reajustament va convertir les taules en confuses i inutilitzables. La decoració de les vuit primeres pàgines de les taules canòniques sembla fortament influïda per manuscrits més antics de la  regió mediterrània, on el costum era inserir les taules en el dibuix d'un arc. Els monjos que van treballar en el Llibre de Kells van emprar aquest estil, però aportant la seva pròpia idiosincràsia: els arcs no estan tractats com a elements arquitectònics sinó com a motius geomètrics, decorats amb motius ornamentals típicament insulars. Els quatre símbols dels evangelistes ocupen l'espai existent amunt i avall dels arcs. Les dues últimes pàgines representen les taules en una reixa, i això és més de conformitat amb la tradició dels manuscrits insulars, com al Llibre de Durrow.

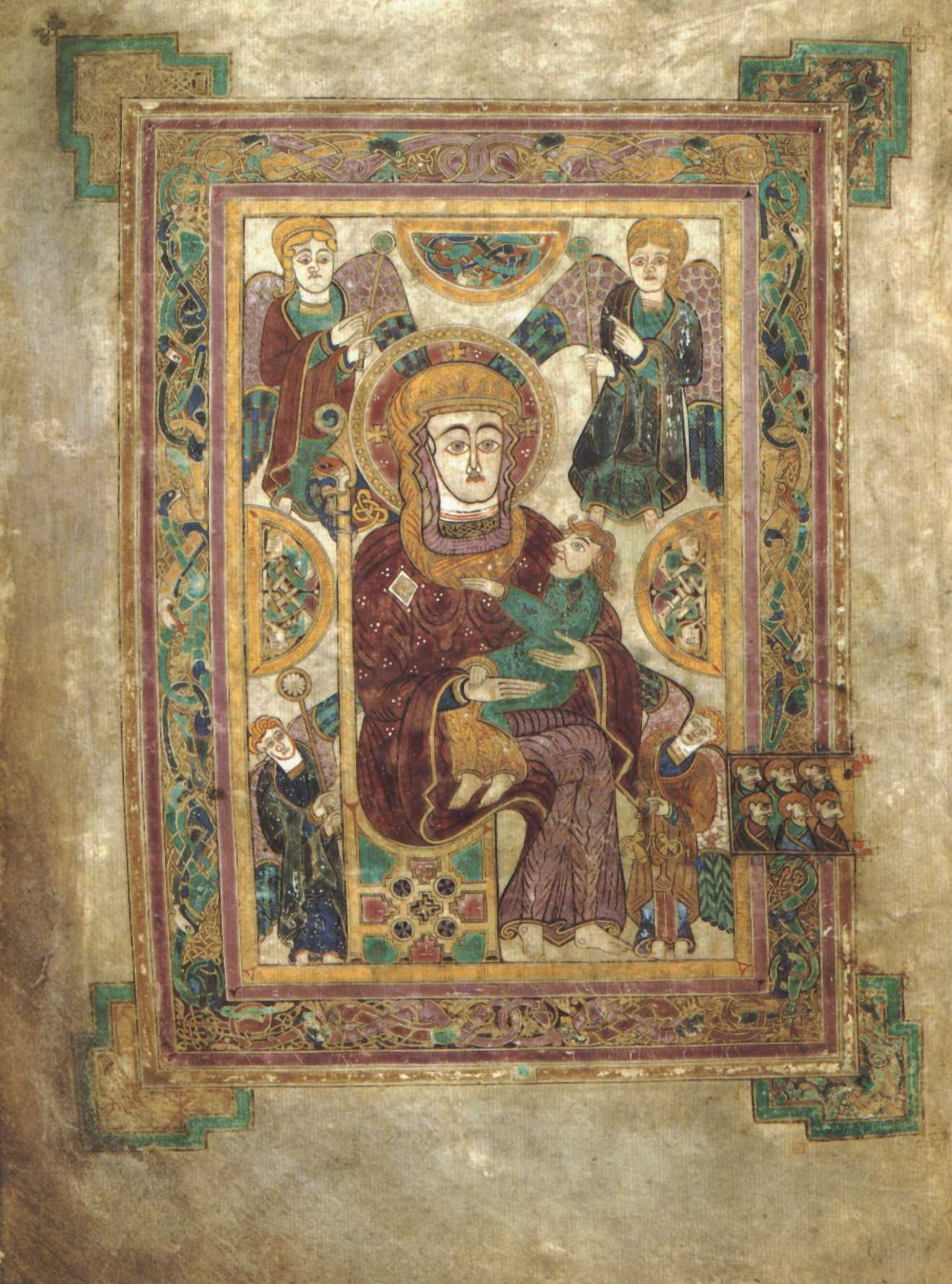
El foli 7è està il·lustrat amb una imatge de la Mare de Déu i l'Infant. Es tracta de la més antiga representació existent de la Verge Maria en un manuscrit occidental.

La resta del llibre, a part de les taules canòniques, es divideix en seccions, estant cada inici de secció indicat per miniatures i pàgines plenes de text decorat. En particular, cadascun dels Evangelis és introduït amb miniatures meticulosament preparades. Els textos preliminars estan tractats com una secció de ple dret, rebent aleshores una decoració sumptuosa. A més a més dels Evangelis i els textos preliminars, el «segon inici» de l'Evangeli segons Mateu té dret ell mateix a la seva pròpia decoració introductòria.
Els textos preliminars estan introduïts per una imatge en icona de la Mare de Déu i l'Infant (foli 7è). Aquesta miniatura és la representació més antiga de la Verge Maria, entre tots els manuscrits del món occidental.. Maria apareix a una estranya barreja entre un posat de front i de tres quarts. L'estil iconogràfic de la miniatura podria procedir d'un model ortodox o copte.
La miniatura de la Mare de Déu i l'Infant és a la primera pàgina de text, i és un preliminar apropiat per a l'inici de les Breves causae de Mateu, que comença per un Nativitas Christi in Bethlem («el naixement de Crist a Betlem»). La primera pàgina de les Breves causae (foli 8è) està decorada i envoltada d'un elegant marc. La combinació entre la miniatura a l'esquerra i el text a la dreta constitueix també una introducció molt viva i colorista als textos preliminars. Les primeres línies de les altres seccions dels textos preliminars van ser igualment objecte d'atencions particulars, però sense assolir el mateix nivell que l'inici de les Breves causae de Mateu.

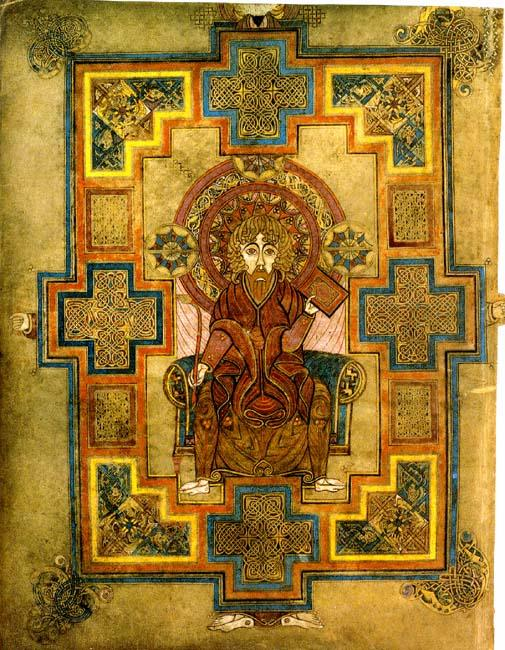
El foli 291è mostra un retrat de Joan Evangelista.

El Llibre de Kells va ser concebut perquè cada evangeli disposés de decoracions introductòries altament elaborades. Originàriament, cadascun dels quatre textos estava precedit d'una miniatura a tota pàgina que contenia els quatre símbols dels evangelistes, seguida d'una pàgina en blanc. Tot seguit apareix, enfront de les primeres línies ricament decorades del text, el retrat de l'evangelista corresponent. L'Evangeli segons Mateu ha conservat el retrat del seu evangelista (foli 28è) i la seva pàgina de símbols evangèlics. A l'Evangeli segons Marc falta el retrat de l'evangelista, però la seva pàgina de símbols ha perdurat fins als nostres dies (foli 129è). Desgraciadament, l'Evangeli segons Lluc no ha conservat cap dels dos. Finalment, l'Evangeli segons Joan, com el de Mateu, ha conservat a la vegada el retrat de Joan i la seva pàgina de símbols (foli 290è). Probablement, les pàgines que falten van existir però s'han perdut. En qualsevol cas, l'ús sistemàtic de tots els símbols dels evangelistes al principi de cada Evangeli és enormement sorprenent, fent una forta insistència a la unitat del missatge evangèlic.

#### Monogrames

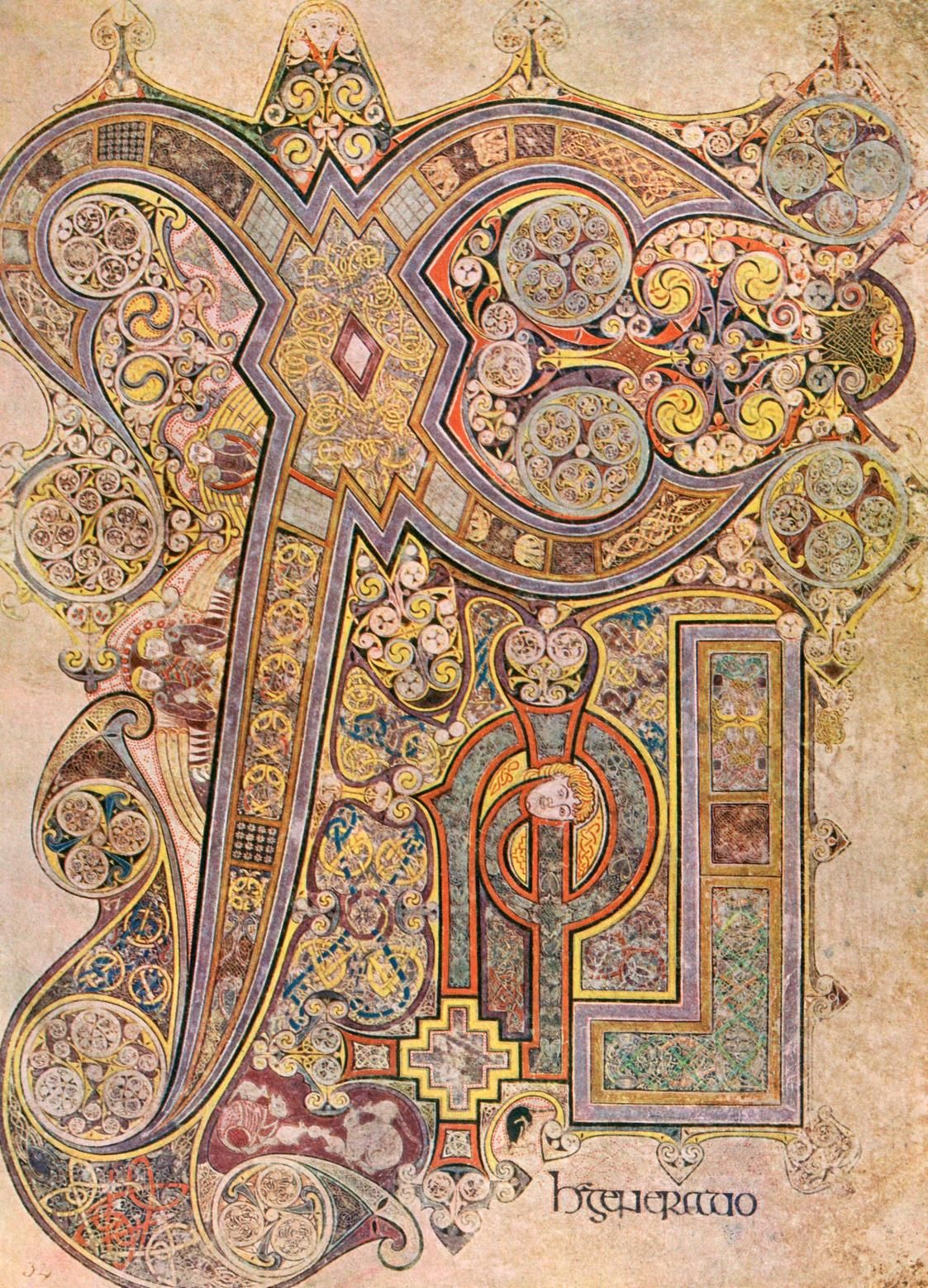
El foli 34è mostra el cèlebre monograma de l'Encarnació, compost de les lletres Khi i Ro, que són les dues primeres lletres de la paraula «Crist» en grec (ΧΡΙΣΤΟΣ).

La decoració de les primeres paraules de cada Evangeli està molt ben treballada. Les pàgines corresponents, de fet, semblen tapissos: les il·lustracions són tan elaborades que el text es torna il·legible. La pàgina d'inici de l'Evangeli segons Mateu, és un exemple: només té dues paraules, «Líber generationis» («el llibre de la generació»). El lib de Líber s'ha desenvolupat en un monograma gegant que domina tota la pàgina. L'er de Líber està representat per un entrellaçat d'ornaments, amb la b del monograma lib. La paraula Generationis s'estén per tres línies diferents inserint-se en un marc sofisticat a la dreta inferior de la pàgina. Tot el conjunt està agrupat per un elegant rivet. Aquest rivet i les mateixes lletres estan decorades amb espirals i nusos, sovint zoomorfs. Les primeres paraules de l'Evangeli de Marc, Initium evangelii («Principi de l'Evangeli») i del de Joan, Initium erat verbum («al principi era el Verb»), van ser objecte de tractaments similars. Aquestes ornamentacions, encara que molt treballades en el Llibre de Kells, es troben igualment a tots els evangeliaris de les illes britàniques.
L'Evangeli segons Mateu, com marca la norma, comença amb una genealogia de Jesús: el relat pròpiament dit de la vida de Crist no comença fins al versicle 1:18, que se'l considera per aquest motiu com el «segon inici» d'aquest evangeli. El Llibre de Kells tracta aquest segon inici amb un èmfasi digne d'un text a part. Aquesta part de l'Evangeli de Mateu comença per la paraula «Crist», que els manuscrits medievals tenien per costum abreujar amb les dues lletres gregues khi i ro.
Aquest «monograma Khi Ro», més conegut com a «crismó de l'Encarnació», va ser objecte d'una atenció especial al Llibre de Kells, fins a envair el foli 34è en la seva totalitat. La lletra Khi domina la pàgina, amb un dels seus braços estenent-se per una gran superfície del full. La lletra Ro està arraulida sota les formes de Khi. Ambdues lletres estan dividides en compartiments luxosament decorats amb entrellaçats i d'altres motius. També el fons del disseny està desbordat d'il·lustracions entrellaçades les unes amb les altres. Entre aquesta massa d'ornaments s'oculten tota classe d'animals, incloent-hi insectes. Finalment, d'un dels braços de Khi sorgeixen tres àngels. Aquesta miniatura, en el zenit d'una tradició iniciada amb el Llibre de Durrow, apareix com la mostra més formidable i més acurada dels monogrames de l'Encarnació d'entre tots els manuscrits bíblics de les illes britàniques. Segons Claude Médiavilla, especialista en cal·ligrafia, el monograma de l'Encarnació seria probablement: «la peça d'il·luminació més complexa mai realitzada […] Ha hagut d'exigir moltes setmanes, potser mesos, d'un gran treball per al cos i la vista».

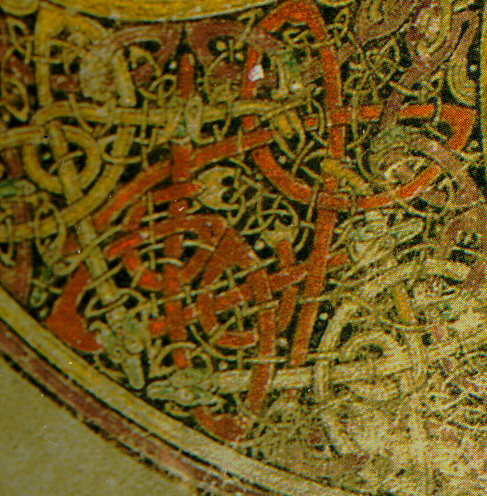
Les decoracions poden ser molt complexes, com es veu en aquest petit detall del «monograma Khi Rho» al foli 34è.

El llibre conté dues miniatures més de pàgina sencera, que il·lustren episodis de la Passió de Crist. La primera està dedicada a la seva detenció: Jesús, immobilitzat per dos personatges clarament més petits que ell, està representat sota un arc estilitzat. La segona miniatura està consagrada a la Temptació de Crist: Jesús, de qui no es veu més que el bust, és al cim del Temple, amb una multitud a la seva dreta que possiblement representa els seus deixebles. Sota ell s'endevina la figura tenebrosa de Satanàs, mentre que dos àngels volen pel cel.

#### Entrellaçats

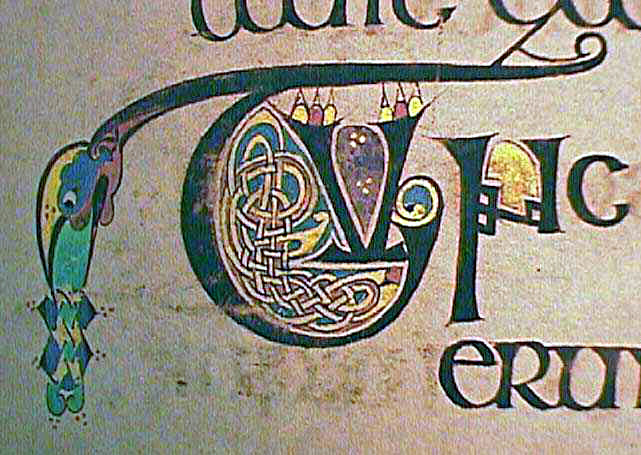
Quasi tots els folis del Llibre de Kells tenen petites miniatures com aquesta inicial decorada amb entrellaçats.

La decoració de l'obra no es limita als passatges principals. Totes les pàgines, llevat de dues d'elles, contenen en efecte un mínim d'ornaments. Al llarg de tot el manuscrit hi ha inicials decorades, així com petits personatges humans o zoomorfs, sovint embolicats en complicats nusos. És l'art dels entrellaçats, de figures animals i de laberints microscòpics, que s'inspira entre altres en la tradició cèltica. El text de les Beatituds a l'Evangeli de Mateu, per exemple, s'acompanya per tota la llargària del marge d'una gran miniatura, en la que les lletres B que comencen cada línia s'entrellacen mitjançant una cadena. De la mateixa manera, la genealogia de Crist a l'Evangeli de Lluc aprofita la repetició de la paraula Qui a l'inici de cada línia per dibuixar una cadena. A la dreta de les pàgines es representen petits animals per omplir els buits ocasionats per les línies que es desvien de la seva trajectòria, o simplement per ocupar l'espai a la dreta de les línies. No hi ha un motiu idèntic a un altre, i cap manuscrit anterior pot rivalitzar amb aquesta profusió d'ornaments.
Totes les il·lustracions són de gran qualitat, i la seva complexitat continua sent objecte de fascinació. L'examen d'una d'elles, que no n'ocupa més que uns 2,5 cm², ha permès comptabilitzar ben bé 158 entrellaçats de cintes blanques rivetades de negre per cada costat. La subtilesa d'algunes filigranes no pot apreciar-se sense l'ajut de vidres d'augment, i això tenint en compte que no s'ha pogut disposar dels vidres de la potència necessària fins alguns segles després de la realització de l'obra. Aquestes complicades operacions d'entrellaçat van ser realitzades també en el mateix període sobre metall o pedra, i han conegut una notable longevitat: molts d'aquests motius s'usen, per exemple en joies o en tatuatges.

## Utilitat

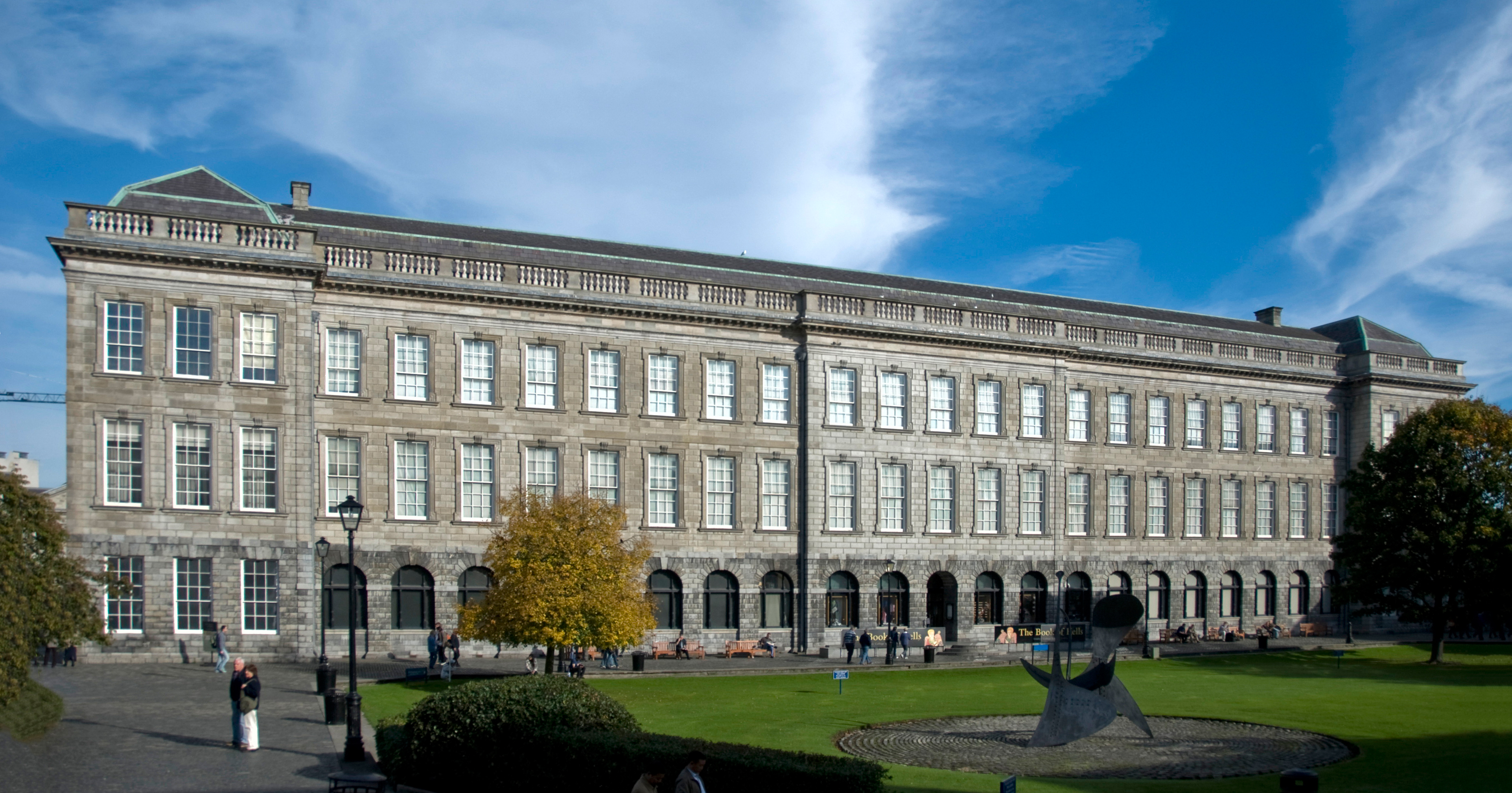
Old Library del Trinity College de Dublín, lloc on es conserva el Llibre de Kells.

Originàriament, el Llibre de Kells, tenia una intenció sacramental i no educativa. Un evangeliari tan gran i luxós havia de deixar-se en el gran faristol de l'església, i usar-se només per llegir passatges dels Evangelis a la missa. És probable, però, que el sacerdot oficiant no llegís realment el manuscrit, sinó que recités de memòria. Sobre això, és interessant remarcar que el robatori de l'obra al segle xi, segons els Annals d'Ulster, hagi tingut lloc en la sagristia, lloc on les copes i els altres accessoris litúrgics estaven desats, abans que a la biblioteca de l'abadia. L'elaboració del llibre sembla haver integrat aquesta dimensió, fent del manuscrit un objecte molt bell però molt poc pràctic. D'altra banda, el text conté nombroses errades no corregides, i d'altres indicis donen testimoni del lleuger compromís amb l'exactitud del contingut: línies massa grans sovint es continuen als espais lliures per damunt o per sota, i els números de capítol necessaris per poder utilitzar les taules canòniques no es van inserir. En general, no es va fer res que hagués pogut pertorbar la bellesa formal de les pàgines: l'estètica s'ha prioritzat per damunt de la utilitat.

## Reproduccions

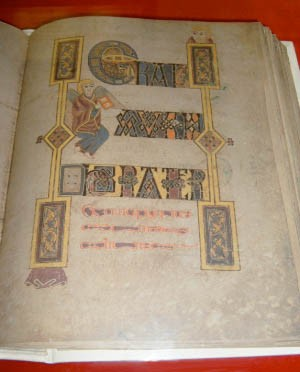
El foli 183 del facsímil de 1990: Erat autem hora tercia.

El 1951, l'editorial suïssa Urs Graf-Verlag Bern va editar un facsímil del Llibre de Kells. La majoria de les pàgines es va reproduir en fotografies en blanc i negre, i es van imprimir quaranta-vuit pàgines —les que tenien decoracions a tota la pàgina— en color.
El 1979, les Éditions Facsimilé Lucerne, una altra editorial suïssa, van sol·licitar autorització per produir un facsímil completament en color. L'oferta va ser inicialment rebutjada pels responsables del Trinity College, que temien que el manuscrit patís danys durant l'operació. El 1986, a propòsit de la posada a punt d'un delicat dispositiu d'aspiració que permetia mostrar i fotografiar les pàgines sense haver de tocar-les, l'editor va obtenir per fi llum verda. Després de fotografiar cada pàgina, es preparava una còpia per comparar atentament els colors amb els de l'original, per realitzar els ajustaments que fossin necessaris. El 1990 es va publicar el facsímil en dos volums: el primer incloïa el facsímil pròpiament dit i el segon, comentaris redactats per especialistes. L'església de Kells (de l'Església d'Irlanda), al lloc de l'antic monestir, disposa d'un exemplar. Està igualment disponible una versió en CD-ROM que conté totes les pàgines escanejades, així com d'altres informacions. El Llibre de Kells per a iPad ja està disponible per descarregar en l'App Store. Compta amb tot el manuscrit en alta resolució.

## Llegat
Segons Umberto Eco, el Llibre de Kells hauria estat una font d'inspiració per a l'escriptor irlandès James Joyce –qui estava profundament fascinat pel manuscrit–, segons el mateix Joyce a propòsit del Llibre de Kells va dir que havia estudiat la seva tècnica durant hores doncs: «és el més purament irlandès que tenim […]. Realment, pot comparar-se gran part de la meva obra a les complicades il·luminacions.» Concretament com a punt de partida per a la composició de la seva novel·la Finnegans Wake de 1939. Les referències a l'Edat Mitjana, als Pares de l'Església, a sant Patrici, on el capítol d'Anna Livia està realitzat sobre un model medieval, la fantasia desbordada en totes les decoracions del Llibre de Kells, és la mateixa fantasia i el mateix caràcter imaginatiu que Joyce expressa a les frases del Finnegans Wake com a textos de poètica que comença amb la paraula «Tunc», és la part on s'estableix el paral·lelisme entre ambdues obres, ja que al Llibre de Kells al costat esquerre del foli que es tracta de la detenció de Jesús hi ha un text decorat que comença «Tunc dicit Illis».
El 2009 va aparèixer al cinema amb la pel·lícula d'animació Brendan and the secret of Kells, de Tomm Moore, el tema central de la qual tracta la història del llibre en una co-producció de 75 minuts de durada, filmada entre Irlanda, França i Bèlgica.